# Evangelische Pfarrkirche Leonding-Doppl
Die Evangelische Pfarrkirche Leonding-Doppl steht im Ort Doppl in der Stadtgemeinde Leonding in Oberösterreich. Die Lukaskirche ist eine Pfarrkirche der Evangelischen Kirche A.B. in Österreich und gehört zur Evangelischen Superintendentur Oberösterreich.

## Geschichte
Im Zuge des Toleranzpatentes (1781) von Kaiser Joseph II. meldeten sich im Ortsteil Rufling geheime Protestanten und beteiligten sich 1783 an der Gründung der Pfarrgemeinde Thening. 1850 löste sich die Pfarrgemeinde Linz von Thening ab.
Im Zuge des Zweiten Weltkrieges ließen sich 1944 und 1945 zahlreiche evangelische Flüchtlinge und Heimatvertriebene in Oberösterreich nieder und errichteten Siedlungen, wie auch in Doppl. Eine Erbschaft (1950) der Pfarrgemeinde Linz führte zu ersten Überlegungen einer Gemeindegründung in Leonding. Mit November 1955 wurde mit regelmäßigen evangelischen Gottesdiensten im katholischen Pfarrsaal begonnen. 1963 übernahm der Pfarrer Walter Böhmig die Seelsorge. Mit April 1976 wurde Leonding zur Predigtstation erhoben und dafür ein Ausschuss gegründet und ab Oktober 1976 wurden die Gottesdienste im Musikheim der Trachtenkapelle Leonding abgehalten. Projektentwürfe des Architekten Hubert Taferner wurden beschlossen und wieder verworfen und letztlich 1977 eine Planung des Baureferenten im Presbyterium Ingenieur Günther Holzner beschlossen und erbaut.
Im November 1978 erfolgte die Grundsteinlegung, die am 27. April 1980 als Lukaskirche geweiht wurde. 1986 wurde eine Pfarrerwohnung und Küsterwohnung an die Pfarrkirche angebaut und 1987 feierlich geweiht. Rufling wurde von Thening nach Leonding umgepfarrt. Im Oktober 1989 wurde die Orgel geweiht. 2005 wurde ein Pfarrbüro eingerichtet und mit 1. Jänner 2006 wurde Leonding zur selbständigen Pfarre und die Kirche zur Pfarrkirche erhoben.